# Claudio Bisceglia
Claudio Marcelo Bisceglia (Lanús, Provincia de Buenos Aires, 22 de agosto de  1970) es un expiloto argentino de automovilismo de velocidad y actual preparador de coches de competición. 
Desarrolló su carrera deportiva exclusivamente en categorías de turismos, siendo destacadas sus incursiones en el Turismo Nacional y el Turismo Carretera.
Fue campeón de la Clase 2 del Turismo Nacional en 1998 y subcampeón en el 2000, siempre al comando de un Volkswagen Gol AB9, mientras que en Turismo Carretera compitió entre 1999 y 2007, siendo representante de las marcas  Chevrolet y Torino. Obtuvo su primera victoria en esta categoría el 2 de noviembre de 2001, en Río Gallegos.
Se retiró de la práctica profesional en 2007, para dedicarse de lleno a la preparación de motores y coches de competición. A pesar de su retiro, fue invitado en reiteradas oportunidades en competencias especiales, siendo ganador de la edición 2010 de la Carrera de la Historia de la Top Race, en dupla con Agustín Canapino. Su última carrera fue la Buenos Aires 1000 de Turismo Carretera del año 2018, donde participó como invitado en la tripulación compuesta por Luciano Ventricelli y Ernesto Bessone II, al comando de un Ford Falcon.
Actualmente regentea su propio taller y su equipo de competición fundado en 2005 y rebautizado en 2018 como Bruno Motorsport.

## Resumen de carrera
| Temporada | Categoría                             | Equipo                       | Automóviles         | Carreras | Victorias | Podios | Poles | VR    | Puntos | Pos.  |
| --------- | ------------------------------------- | ---------------------------- | ------------------- | -------- | --------- | ------ | ----- | ----- | ------ | ----- |
| 1997      | Clase 2 del Turismo Nacional          | Bisceglia                    | Volkswagen Gol AB9  | 11       | 1         | 2      |       |       | 45     | 7.º   |
| 1998      | Clase 2 del Turismo Nacional          | Bisceglia                    | Volkswagen Gol AB9  | 10       | 2         | 5      |       |       | 133    | 1.º   |
| 1999      | Turismo Carretera                     | Rodríguez-Bisceglia          | Chevrolet Chevy     | 7        | 0         | 0      | 0     | 0     | 24.50  | 39.º  |
| 2000      | Turismo Carretera                     | Rodríguez-Bisceglia          | Chevrolet Chevy     | 15       | 0         | 0      | 0     | 0     | 45.00  | 30.º  |
| 2000      | Turismo Carretera                     | Fabián Hermoso               | Ford Falcon         | 1        | 0         | 0      | 0     | 0     | 45.00  | 30.º  |
| 2000      | Clase 2 del Turismo Nacional          | Bisceglia                    | Volkswagen Gol AB9  | 12       | 3         | 7      |       |       | 173.00 | 2.º   |
| 2001      | Turismo Carretera                     | Canapino Sport               | Chevrolet Chevy     | 16       | 1         | 3      | 2     | 1     | 121.00 | 9.º   |
| 2001      | Clase 2 del Turismo Nacional          | Bisceglia                    | Volkswagen Gol AB9  | 12       | 0         | 3      | 0     | 0     | 72.00  | 5.º   |
| 2001      | Clase 3 del Turismo Nacional          | Bisceglia                    | Volkswagen Gol AB9  | 1        | 0         | 0      | 0     | 0     | 0.00   | -     |
| 2002      | Turismo Carretera                     | Canapino Sport               | Chevrolet Chevy     | 12       | 0         | 0      | 0     | 0     | 48.00  | 31.º  |
| 2003      | Turismo Carretera                     | Canapino Sport               | Chevrolet Chevy     | 16       | 0         | 0      | 0     | 0     | 37.00  | 37.º  |
| 2003      | Clase 2 del Turismo Nacional          | Bisceglia                    | Volkswagen Gol AB9  | 7        | 2         | 3      | 4     | 2     | 96.00  | 6.º   |
| 2003      | Clase 3 del Turismo Nacional          | Bisceglia                    | Ford Escort XR3     | 4        | 0         | 0      | 0     | 0     | 9.00   | 31.º  |
| 2004      | Turismo Carretera                     | Canapino Sport               | Chevrolet Chevy     | 2        | 0         | 0      | 0     | 0     | 18.50  | 42.º  |
| 2004      | Turismo Carretera                     | Canapino Sport               | Torino Cherokee     | 12       | 0         | 0      | 0     | 0     | 18.50  | 42.º  |
| 2004      | Clase 2 del Turismo Nacional          | Bisceglia                    | Volkswagen Gol AB9  | 1        | 0         | 0      | 0     | 0     | 1.00   | 79.º  |
| 2004      | Clase 3 del Turismo Nacional          | Bisceglia                    | Ford Escort XR3     | 3        | 0         | 0      | 2     | 0     | 53.00  | 23.º  |
| 2005      | Turismo Carretera                     | Bisceglia Sport              | Torino Cherokee     | 16       | 0         | 0      | 0     | 0     | 34.50  | 36.º  |
| 2006      | Turismo Carretera                     | Bisceglia Sport              | Torino Cherokee     | 16       | 0         | 0      | 0     | 0     | 30.00  | 36.º  |
| 2007      | Turismo Carretera                     | Bisceglia Sport              | Torino Cherokee     | 4        | 0         | 0      | 0     | 0     | 0.50   | 66.º  |
| 2009      | Carrera de la historia de Top Race V6 | GF Racing                    | Mercedes-Benz C-203 | 1        | 0         | 0      | 0     | 0     | 0.00   | Inv.  |
| 2010      | GT 2000                               | Venezia Sport                | Crespi-Focus        | 1        | 0         | 0      | 0     | 0     | 10.00  | 17.º  |
| 2010      | Carrera de la historia de Top Race V6 | Sportteam                    | Mercedes-Benz C-203 | 1        | 1         | 1      | 0     | 0     | 0.00   | Inv.  |
| 2012      | Clase 3 del Turismo Pista             |                              | Volkswagen Gol AB9  | 2        | 0         | 0      | 0     | 0     | 0.00   | Inv.  |
| 2018      | Buenos Aires 1000 de TC               | Sur-Cam Martínez Competición | Ford Falcon         | 1        | 0         | 0      | 0     | 0     | 0.00   | Inv.  |
| Fuente:   | [ 6 ]                                 | [ 6 ]                        | [ 6 ]               | [ 6 ]    | [ 6 ]     | [ 6 ]  | [ 6 ] | [ 6 ] | [ 6 ]  | [ 6 ] |

## Palmarés

### Como piloto
| Título     | Categoría                    | Modelo             | Año  |
| ---------- | ---------------------------- | ------------------ | ---- |
| Campeón    | Clase 2 del Turismo Nacional | Volkswagen Gol AB9 | 1998 |
| Subcampeón | Clase 2 del Turismo Nacional | Volkswagen Gol AB9 | 2000 |

### Como preparador
| Título     | Categoría       | Piloto               | Modelo         | Año  |
| ---------- | --------------- | -------------------- | -------------- | ---- |
| Campeón    | TC Pista Mouras | Claudio Di Noto Rama | Dodge Cherokee | 2014 |
| Subcampeón | TC Pista Mouras | Lucas Carabajal      | Dodge Cherokee | 2018 |

## Controversias
A la par de su carrera deportiva, la imagen de Claudio Bisceglia no estuvo exenta de polémicas, tanto dentro como fuera de la pista. 
- La polémica más recordada fue en el año 2001, ya que en la definición de dicho torneo, tuvo un papel muy controvertido. La situación se generó durante el desarrollo de la penúltima fecha corrida en el Autódromo Sudamericano de Olavarría (hoy Hermanos Emiliozzi), ya que siendo él piloto de la marca Chevrolet, comenzó a ejercer funciones de escudero de Omar Martínez, piloto de Ford y favorito al título hasta esa fecha, con quien Bisceglia además compartía preparador: Alberto Canapino. El hecho de que Bisceglia, siendo representante de Chevrolet, haya colaborado con un piloto de la clásica marca rival en la lucha por el campeonato, llegando incluso a dificultarle las cosas a sus colegas de marca, desató el enojo de los hinchas de Chevrolet, quienes se hicieron presentes en los boxes de Bisceglia causando destrozos y profiriéndole amenazas. En todo momento, Bisceglia se excusó diciendo que nunca buscó ayudar a nadie y que sólo se dedicaba a hacer su carrera.[7]
- En otro orden de situaciones, un hecho policial involucró a Bisceglia y su taller de competición, ya que el 3 de junio de 2016 se llevó a cabo un allanamiento en sus instalaciones, en el que fueron confiscados dos automóviles de competición que recibían su atención, a la vez de ser confiscadas distintas autopartes, presuntamente robadas y con documentación adulterada. Tales allanamientos fueron encabezados por la entonces Ministra de Seguridad Patricia Bullrich, tras los cuales Bisceglia terminó demorado y finalmente recuperando su libertad.[8]